# Thomas Deffner
Thomas Deffner (* 1966 in Ansbach) ist ein deutscher Kommunalpolitiker (CSU). Seit 1. Mai 2020 ist er Oberbürgermeister der Stadt Ansbach.

## Werdegang
Deffner ist verheiratet und hat eine Tochter. Er schloss die Fachhochschule für öffentliche Verwaltung in Hof als Diplom-Verwaltungswirt (FH) ab. Danach war er bis 2008 bei der Stadt Ansbach tätig. Von 2008 bis 2020 arbeitete er beim Landratsamt Ansbach.

## Politische Laufbahn
1985 trat Deffner in die CSU ein. Bei der Kommunalwahl 2002 wurde er in den Stadtrat der Stadt Ansbach gewählt. Von 2008 bis 2020 war er Bürgermeister der Stadt Ansbach.
Bei den Kommunalwahlen 2020 gewann Thomas Deffner in der Stichwahl mit 62,3 Prozent gegen die bisherige Oberbürgermeisterin Carda Seidel, die 37,7 Prozent der Stimmen erhielt.

## Privates
Deffner ist Jäger und seit seinem Wehrdienst in Mittenwald als ehrenamtlicher Reserveoffizier aktiv. Ebenfalls ist er Vorstand der Freiwilligen Feuerwehr Ansbach und Mitglied in der Freiwilligen Feuerwehr Hennenbach, dem Heimatverein, und der Theater Ansbach – Kultur am Schloss eG sowie der Freunde und Förderer des Klinikums Ansbach e.V. In seiner Freizeit pflegt er einen selbst restaurierten Oldtimer.